# Virginia Slims of Arizona 1989
Virginia Slims of Arizona 1989 - жіночий тенісний турнір, що проходив на відкритих кортах з твердим покриттям у Фініксі (США). Належав до турнірів 2-ї категорії в рамках Туру WTA 1989. Турнір відбувся вчетверте і тривав з 12 до 18 вересня 1989 року. Перша сіяна Кончіта Мартінес здобула титул в одиночному розряді й отримала 17 тис. доларів США.

## Фінальна частина

### Одиночний розряд
Кончіта Мартінес —  Еліз Берджін 3–6, 6–4, 6–2
- Для Мартінес це був 3-й титул в одиночному розряді за сезон і 4-й — за кар'єру.

### Парний розряд
Пенні Барг /  Пінат Луї Гарпер —  Еліз Берджін /  Розалін Феербенк 7–6(16–14), 7–6(7–3)